# Salina Turda
Salina Turda se găsește în zona Durgău-Valea Sărată din Turda. Intrarea în salină (prin galeria de acces Franz Josef) se făcea până în anul 2010 din str. Salinelor 54A (cartierul Turda Nouă), în prezent prin noua și moderna intrare din centrul turistic Salina-Durgău (Aleea Durgău nr. 7). 
Salina Turda este înscrisă pe lista monumentelor istorice din județul Cluj, elaborată de Ministerul Culturii din România în anul 2015 (cod LMI CJ-II-m-A-07801).

## Date geologice
Zăcămintele de sare din Transilvania (exploatate sistematic în cursul vremii la Ocna Dejului, Cojocna, Turda, Ocna Mureș, Ocna Sibiului și Praid) s-au format cu 13,5 milioane de ani în urmă, într-o mare cu adâncime redusă și sub un climat tropical, foarte cald. Stratul de sare se întinde pretutindeni în subsolul Transilvaniei, având o grosime de circa 400 m. Straturile groase de sedimente depuse ulterior deasupra celui de sare au apăsat cu o greutate imensă stratul maleabil (plastic) de sare, care a căutat zone mai slabe ale scoarței terestre la marginea Transilvaniei, unde s-a ridicat sub forma unor ciuperci cu înălțimi de peste 1.000 m, ajungând de multe ori chiar până la suprafața pământului (cazul localităților cu vechi exploatări de sare menționate mai sus). La Turda ciuperca de sare are o înălțime de circa 1.200 m (cercetată prin foraje relativ recente).

## Istoricul exploatărilor de sare
Dovezi arheologice sigure ale exploatării sării la Durgău-Turda există din perioada preromană (50 î.C.-106 d.C.). Romanii (106-274 d.C.) au exploatat sarea la Durgău în camere piramidale de 17-34 m adâncime si 10-12 m lățime. În afara masivului de sare de la Durgău, Romanii au exploatat si masivul de sare învecinat de la Băile Romane (în zona ștrandului actual). Volker Wollmann în monografia sa asupra mineritului subliniază prezența în imediata apropiere a zăcămintelor de sare, de fiecare dată, a unei fortificații romane. Castrul roman Potaissa a apărat exploatările de sare de la Turda. Romanii lucrau numai la suprafață, în gropi patrulatere, până la o adâncime de 12-15 m, de unde sarea se putea scoate ușor pe punți alunecoase și cu aparate simple de ridicat, după care o părăseau și începeau alta. Așa au extras romanii sarea peste tot în Ardeal, iar excavațiile părăsite au devenit lacuri. 
După retragerea romanilor în anul 274, până în secolul al XI-lea, nu există dovezi certe că extracția sării ar fi continuat.
În primul document cunoscut până în prezent cu referire la sarea de la Turda, emis de cancelaria maghiară în anul 1075, este menționată vama ocnelor de sare de la Turda (Torda) într-un loc de lângă râul Arieș „qui dicitur hungarice Aranas (Aranyos), latine autem Aureus” („în locul ce se cheamă pe ungurește Aranyos, iar pe latinește Aureus”) . Acest punct de vamă era situat în preajma fostului pod roman (folosit în tot timpul Evului Mediu, până la finele sec. XVIII), pe amplasamentul așezării fortificate de mai târziu numită Szentmiklos (Sf. Nicolae).
În cursul secolului al XIII-lea este pomenită explicit existența ocnei de la Durgău-Turda. Astfel, la 1 mai 1271, se dăruia capitului Episcopiei de Transilvania „ocna de sare de la Durgău-Turda (Dörgö-Torda)”.

### Perioada austro-ungară
În timpul stăpânirii maghiare a Salinei de la Turda din secolele XV-XVIII, au fost deschise la Durgău un număr de 4 ocne ogivale subterane: Mina Katalin, Mina Horizont (Nagydörgö = Durgăul Mare), Mina Felsö-Akna (Obere Grube = Ocna de Sus, Grosse Grube = Ocna Mare, Karoline = Carolina) si Mina Joseph (Iosif). 
Instaurarea puterii habsburgice (austriece) în Ardeal la sfârșitul secolului al XVII-lea și creșterea necesităților materiale ale societății, determină ca, începând din a doua jumătate a secolului al XVII-lea, importanța acordată ramurilor industriei extractive (inclusiv exploatarea sării) să crească simțitor. Mina de sare de la Durgău-Turda intră implicit sub administrația directă austriacă.
În timpul stăpânirii austriece a Salinei de la Turda din secolele XVII-XIX, au fost deschise la Durgău un număr de 5 ocne subterane: Mina Terezia (inițial după Sf. Terezia de Ávila, ulterior după împărăteasa Maria Terezia), Mina Anton (după Sf. Anton de Padova), Mina Cojocneană (Kolozser), Mina Rudolf și Mina Ghizela. 
În anul 1690 au început lucrările de deschidere a Minei Terezia, în formă de clopot. Au urmat alte 2 ocne de sare în formă de clopot (Anton si Cojocneană), apoi 2 ocne cu profil modern trapezoidal (Rudolf și Ghizela). În anul 1857 galeria de trasare a noii mine Ghizela a interceptat neașteptat o veche lucrare minieră necunoscută. Scopul și datarea acestei vechi lucrări  (probabil un puț) este incertă (perioada romană sau Evul Mediu timpuriu).
Informații interesante referitoare la exploatarea ocnelor de sare turdene sunt documentate în anul 1767, prin apariția la Cluj a lucrării mineralogului iezuit Joanne Fridvaldszky. El înfățișează astfel situația ocnelor și a tăietorilor de sare de la Turda în acel an: Salina de la Turda numără cinci ocne mai importante, dintre care prima se numește Superior, a doua Inferior, a treia Colosiensis, a patra S. Theresiae, iar a cincea S. Antonii. Diametrul bazei ocnei Superior număra 85 m (45 de stânjeni și două picioare), iar înălțimea 104 m (55 de stânjeni și două picioare). Sarea din această ocnă era curată și doar rareori conținea un ușor amestec cu pământ, era săpată de 87 tăietori (fossores), ajutați de 18 voluntari (volontes). Diametrul ocnei Inferior avea 68 m (36 de stânjeni și șase picioare), iar înălțimea 100 m (53 de stânjeni). În ce privește calitatea sării, ocna Inferior nu se deosebea cu nimic de ocna Superior, lucrările fiind executate de 75 de tăietori și 18 voluntari. Ocna Colosiensis avea un diametru de 76 m (40 de stânjeni) și înălțimea de 111 m (59 de stânjeni). În această ocnă lucrau 63 de tăietori împreună cu 12 voluntari. Ocna S. Theresiae număra 30 de tăietori și 15 voluntari, avea diametrul bazal de 50 m (26 de stânjeni) iar înălțimea de 66 m (35 de stânjeni). Cea mai nouă ocnă S. Antonii avea dimensiuni pe măsura celorlalte. Mineralogul Fridvaldszky a amintit existența unei ocne mai mari și mai vechi care, din cauza pericolului de a se surpa, a fost închisă în data de 19 iunie 1762 (azi: lacul nr. 2 Durgău).
Harta Iosefină din anii 1769-1773 arată că la Turda existau atunci 5 ocne de sare (Carolina, Iosif, Terezia, Anton și Cojocneană).
În anul 1780 existau la Turda 5 ocne ogivale de sare:

- "Die Obere Grube" ("Ocna de Sus", "Felsö-Akna", "Ocna Mare"): 125 m adâncime, 228 m perimetru bazal.

- "St. Josephi" ("Iosif"): 49 m adâncime, 66 m perimetru bazal.

- "Maria Theresia" ("Terezia"): 76 m adâncime, 167 m perimetru bazal.

- "St. Antoni" ("Anton"): 63 m adâncime, 129 m perimetru bazal.

- "Koloscher Grube" ("Ocna Cojocneană"): 122 m adâncime, 234 m perimetru bazal.
"Die Obere Grube" a condus, după prăbușirea unui perete și a tavanului, la formarea lacului nr.1 (lacul Carolina), colmatat în anii 1980-1990 în urma unor alunecări masive de teren de lângă str.Agriculturii. Pe harta lui Johann Fichtel din 1780 sunt marcate și alte două ocne vechi, deja abandonate și prăbușite, care corespund lacului nr. 3 (Lacul Dulce) și lacului nr. 4 (Lacul Ocnei). Pe amplasamentul lacului nr. 2 (Lacul Durgău) Johann Fichtel indică o suprafață uscată, de formă rotundă, cu aflorimente de sare, unde a existat o altă exploatare veche de sare. Și lacul nr. 5 (Lacul Rotund) ar fi luat naștere prin surparea unei ocne vechi.
Despre ocnele de sare active sau inactive de la Salina Turda a relatat în detaliu František Pošepný în anul 1867.
Între 1853 si 1870 s-au săpat primii 780 m ai galeriei de acces Franz Josef (spre a ușura transportul sării la suprafață), apoi, până la sfârșitul secolului al XIX-lea, s-au mai săpat încă 317 m, atingându-se lungimea finala de 917 m, din care 526 m în rocile sterile inconjurătoare și 391 m în masivul de sare. Vizitabili sunt 850 m (67 m sunt inaccesibili). Pe peretele stâng (din direcția vechii intrări în salină, str.Salinelor) al galeriei de coastă Franz Josef, înainte de pătrunderea galeriei în sare, se află următorul acrostih (incrustat în timpul săpării galeriei): K. F. J. Fü. Sb. (König Franz Josef Fürst von Siebenbürgen = Regele Franz Josef, prinț al Transilvaniei).
În anul 1896 la Turda erau deschise 3 ocne de sare.

### Perioada modernă

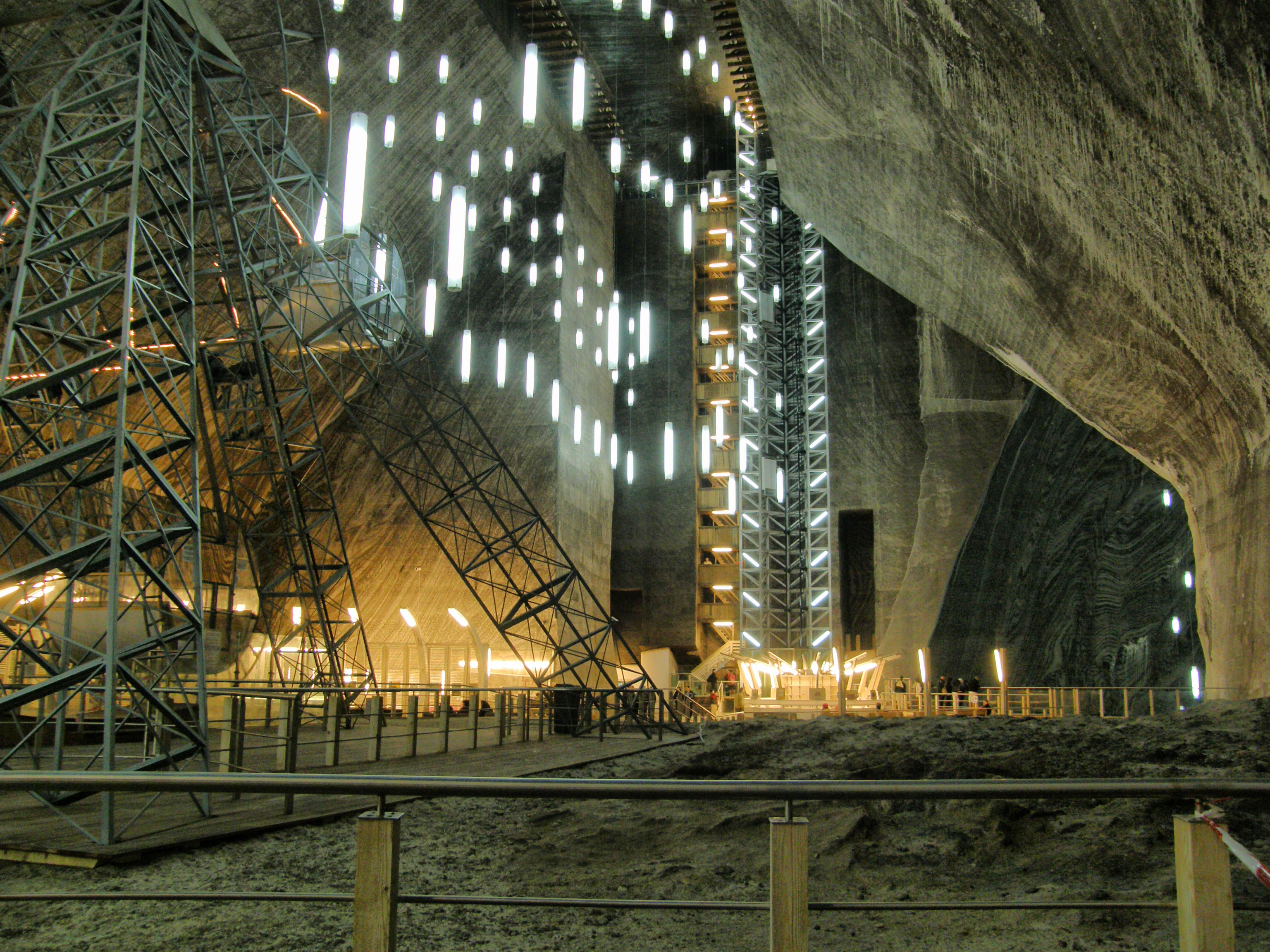
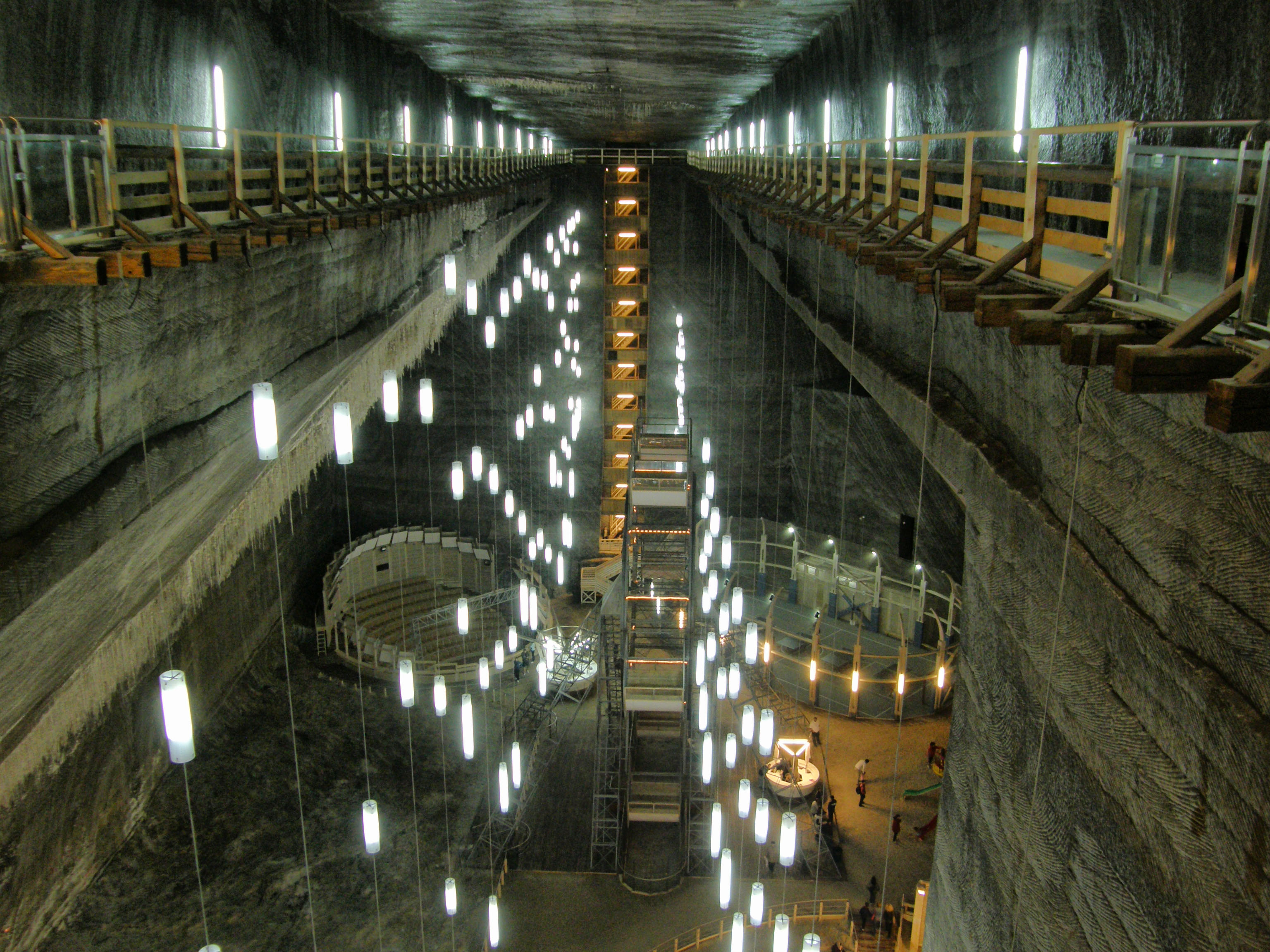
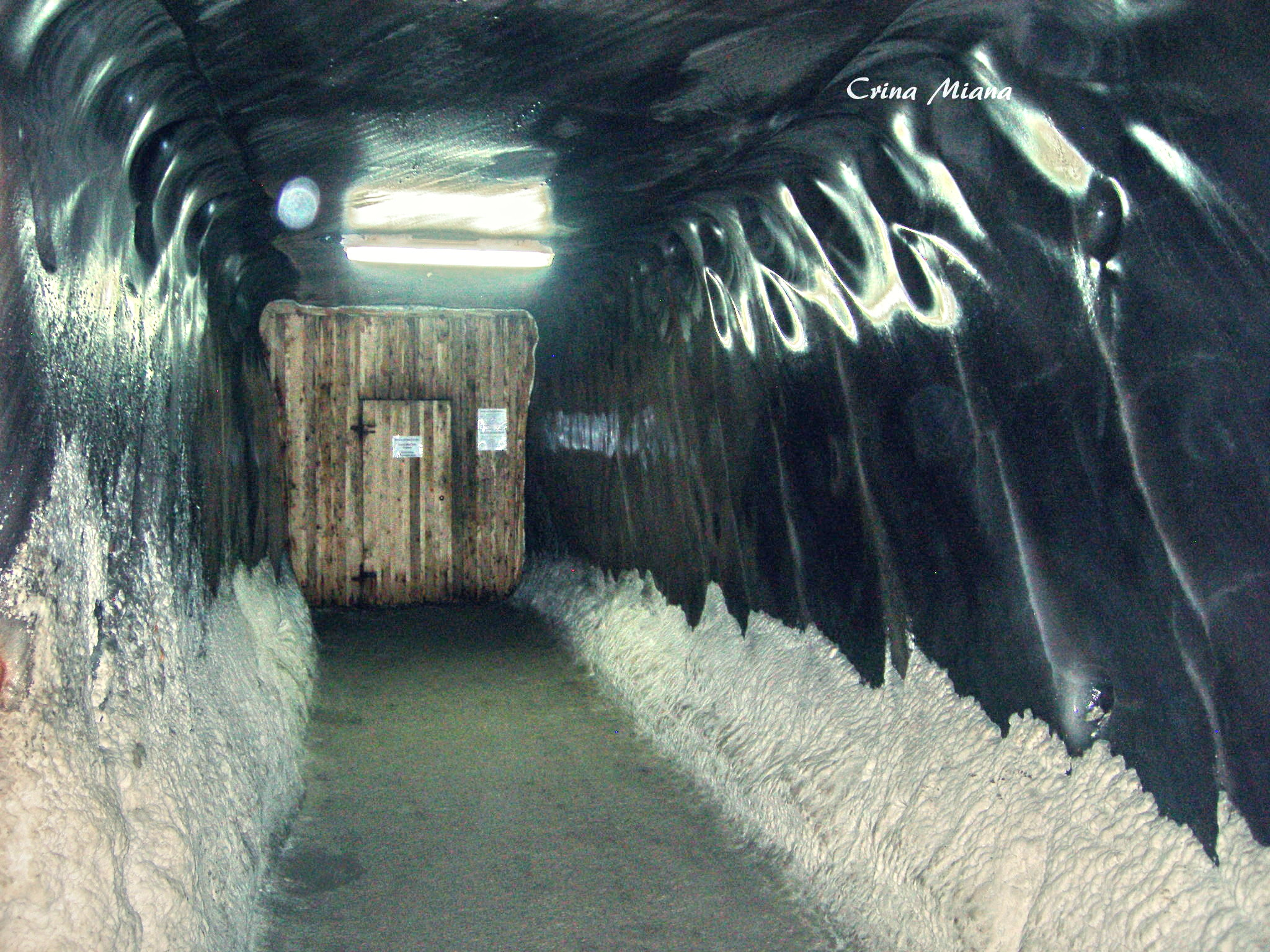
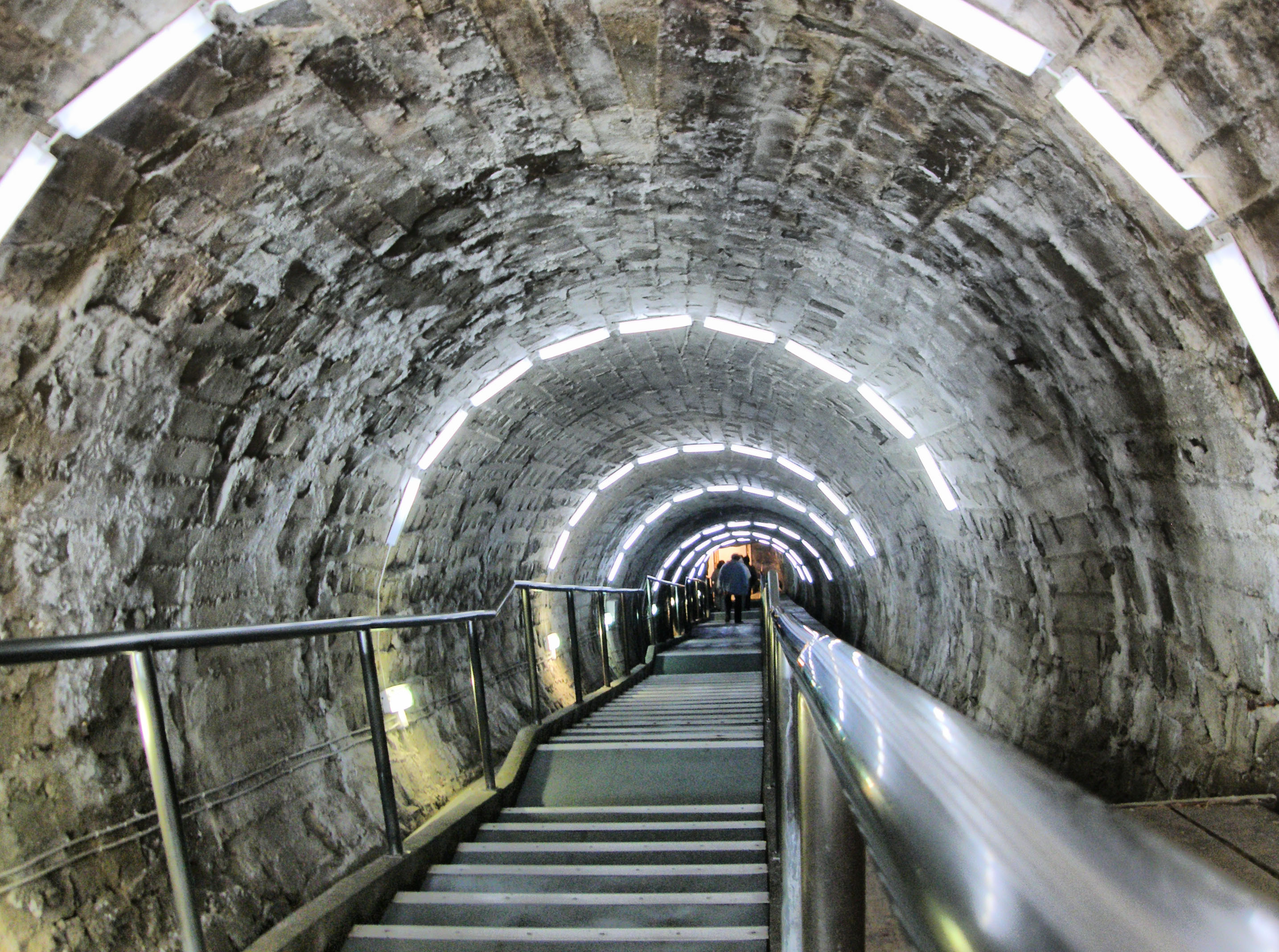
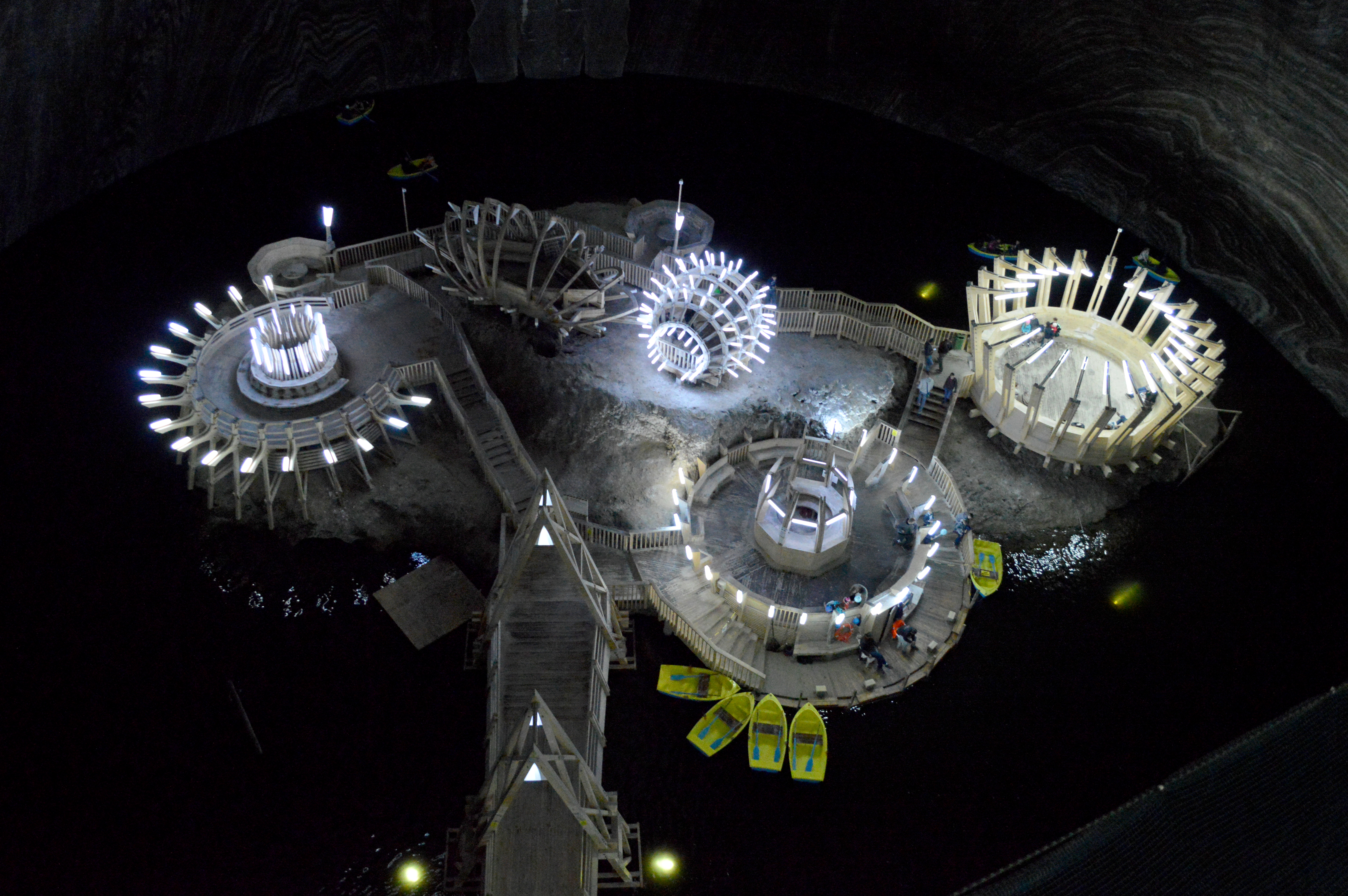

Exploatarea sării din Salina Turda a fost sistată definitiv în anul 1932, din cauza dotării tehnice primitive, a randamentului scăzut și a concurenței altor saline ardelene.
In anul 1932 existau la Salina Turda următoarele mine de sare (de la sud spre nord):

- mina Iosif (1740-1900)

- mina Rudolf (1864-1932)

- mina Terezia (1690-1880)

- mina Ghizela (1857-1932)

- mina Anton (începutul sec.XVIII-1862).
Salina Turda s-a redeschis în anul 1992 (în scop turistic si curativ) și este vizitabilă tot timpul anului. In anul 2017 se puteau vedea fostele mine Iosif, Rudolf, Ghizela si Terezia. Demne de văzut sunt și utilajele medievale bine conservate din mină (unice in Europa), cum ar fi fierăria, crivacul și moara de sare. De asemenea, Altarul (cioplit în peretele de sare) și Scara Bogaților (o scară lucrată filigranat in lemn).
Cu sprijinul financiar al Uniunii Europene în anul 2009 s-au desfășurat lucrări ample de amenajare a Salinei Turda, în scop turistic și curativ.
Inaugurarea a avut loc în ianuarie 2010, după 2 ani de lucrări și 6 milioane de euro investiți.
Salina Turda deține în prezent săli de tratament, un amfiteatru, săli de sport, dar și o „roată panoramică”, de unde se pot admira stalactitele din sare.
Între 2012 - 2014 a fost executat un tunel de legătură între mina Terezia și mina Iosif, în lungime de 50 m, în scopul includerii în circuitul turistic și a minei Iosif, nedeschisă până acum accesului public.

## Transportul sării
Sarea a fost dusă până la debarcaderul de la Mirăslău cu căruțe trase de boi, unde a fost îmbarcată pe plute, de unde a fost dusă pe Mureș la portul din Alba Iulia. Sarea n-a putut fi niciodată transportată pe plute pe Arieș datorită cascadelor pe Mureș de la Gura Arieșului, imediat după vărsarea Arieșului în Mureș. Transportul pe apă ar fi fost împiedecat și de numeroasele cascade-praguri pe cursul Arieșului, până la vărsarea în Mureș, produse de straturi dure de tufuri vulcanice. Cascada cea mai mare de la Gura Arieșului are cca 3-4 m înălțime, peste care plutele n-ar fi putut trece, fără a se răsturna.

## Tehnica de deschidere în trecut a ocnelor de sare
Înainte de deschiderea unei noi ocne de sare în Ardeal se făceau deobicei foraje de explorare. Dacă până la adâncimea de 36 m (18 Klafter = 18 stânjeni) nu se intercepta sarea, se renunța la proiect, din cauza adâncimii prea mari a puțurilor. Ideal era ca solul să aibă o grosime de max. 10-12 m (5-6 stânjeni). La un rezultat pozitiv al primului foraj, se executa un al doilea, la o distanță de 6 m (3 stânjeni) de primul, pentru stabilirea exactă a grosimii stratului acoperitor deasupra celui de al doilea puț. Al doilea puț se amplasa preferențial la aceeași cotă cu primul sau cu max. 4-6 m (2-3 stânjeni) diferență de nivel față de primul puț. Un puț era rezervat pentru intrarea și ieșirea minierilor din ocne (cu ajutorul unor frânghii de cânepă), iar celălalt puț pentru extragerea sării din subteran. Puțurile se săpau cu profil patratic, fiecare latură având 2,8 m (9 pași; 1 pas = 0,3 m) până la o adâncime de 4 m (2 stânjeni) sub contactul steril-sare, după care se lărgea treptat pe următorii 4 m (2 stânjeni), cu profil tot patratic. Aici se făcea așa-numitul “fundament”, din bârne de lemn incastrate în sare, pe care se sprijinea întregul puț. Apoi se arma puțul, de jos în sus, la început cu un amestec de argilă, pleavă și lână de oaie (pentru impermeabilizarea pereților), după care cu bârne (grinzi) de lemn. Grosimea armăturilor era de 0,3 m (1 pas), astfel ca profilul efectiv al puțului se reducea în final de la 2,8 x 2,8 m la 2,5 x 2,5 m. De la nivelul steril-sare în jos pereții se căptușeau cu piele de bivol, care împiedeca contactul direct al apei cu pereții de sare. Apa care picura totuși în mină era captată și scoasă la suprafață. De la nivelul “fundamentului” în jos se săpa cu profil tot mai lărgit, conic, așa că după alți cca 8 m (4 stânjeni) cele 2 puțuri alăturate se uneau. De aici, mina lua o formă conică-ogivală cu secțiunea pe cât posibil circulară (care nu se realiza practic decât rar). Mina se declara gata pentru exploatare numai după ce un agent al administrației salinei, stând pe un bulgăre de sare în mijlocul ocnei, nu mai putea atinge tavanul ocnei cu ciocanul. Din acest moment, salariul tăietorilor de sare scădea de la 4,5 creițari (4,5 Kreuzer) pentru fiecare bloc de sare, la obișnuitul tarif de 1,5 creițari. Ocna era dată atunci oficial în funcțiune, primind totodată un nume. Costurile de deschidere ale unei ocne de sare se ridicau deobicei la peste 5.000 florini (guldeni) de argint.

## Galerie de imagini

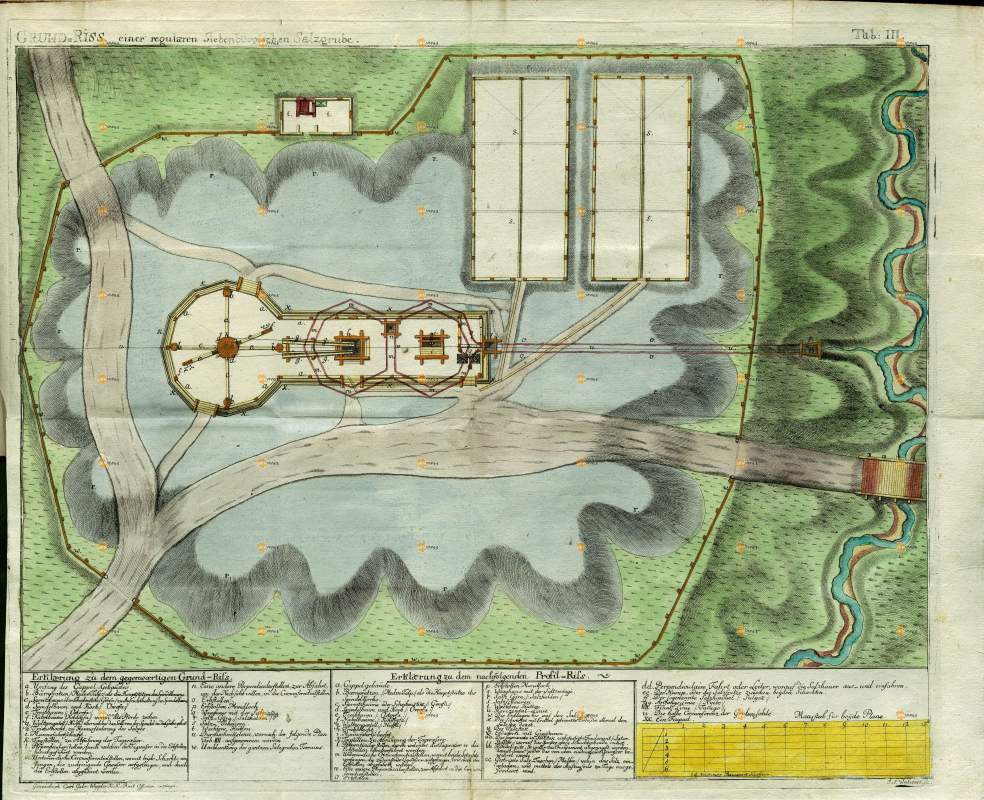
Planul unei ocne vechi de sare din Transilvania şi Maramureş (după Johann Fichtel, 1780)
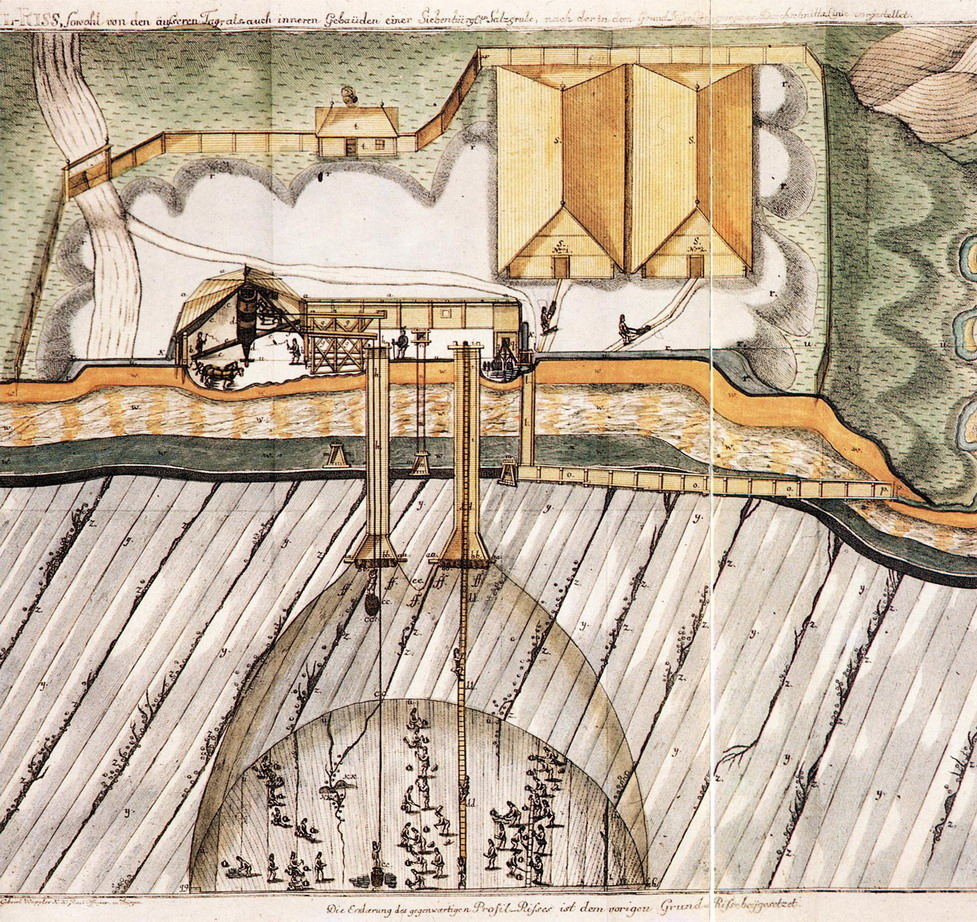
Secţiune schematică printr-o ocnă veche de sare din Transilvania şi Maramureş (după Johann Fichtel, 1780)
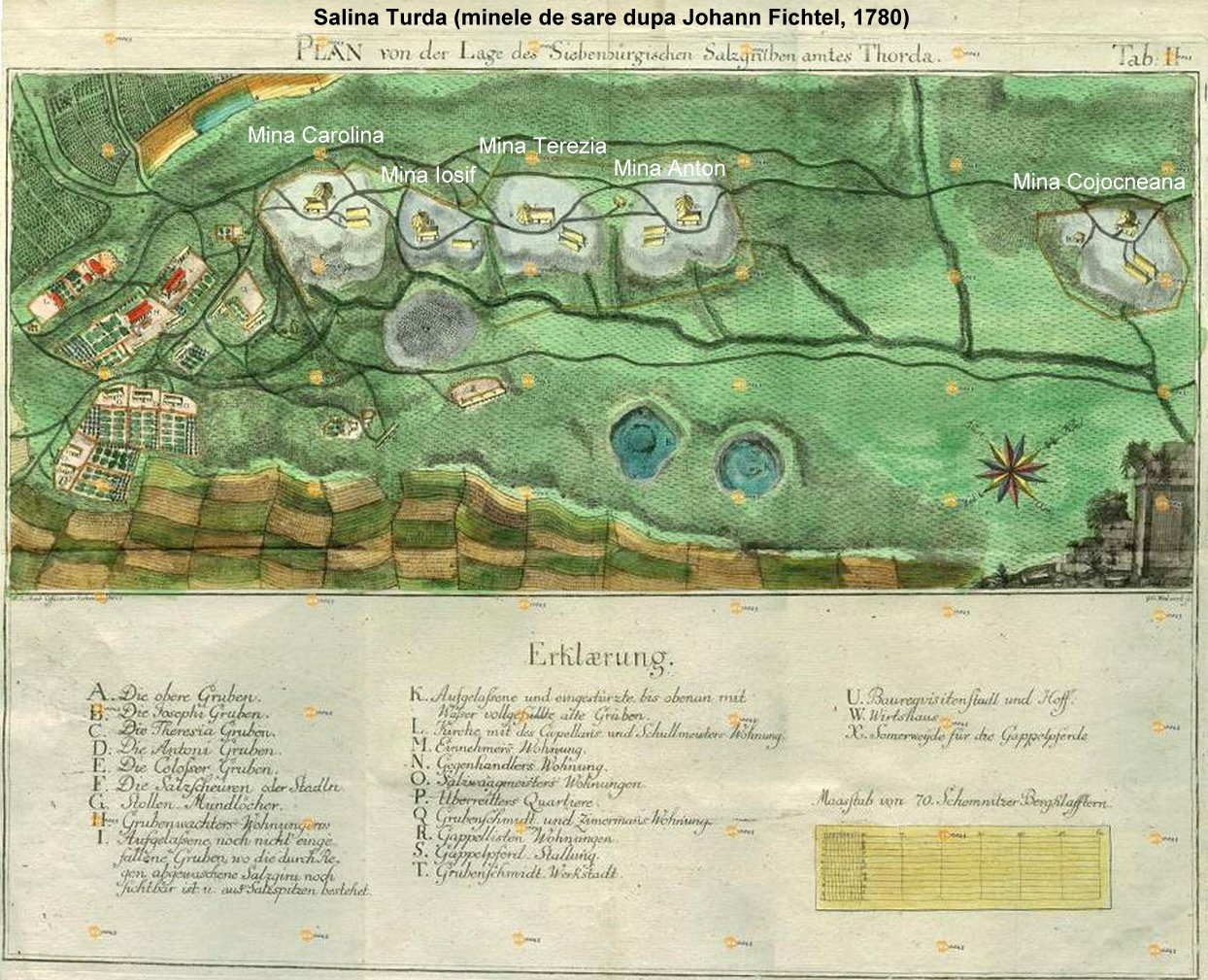
Planul minelor vechi de sare de la Turda (după Johann Fichtel, 1780)
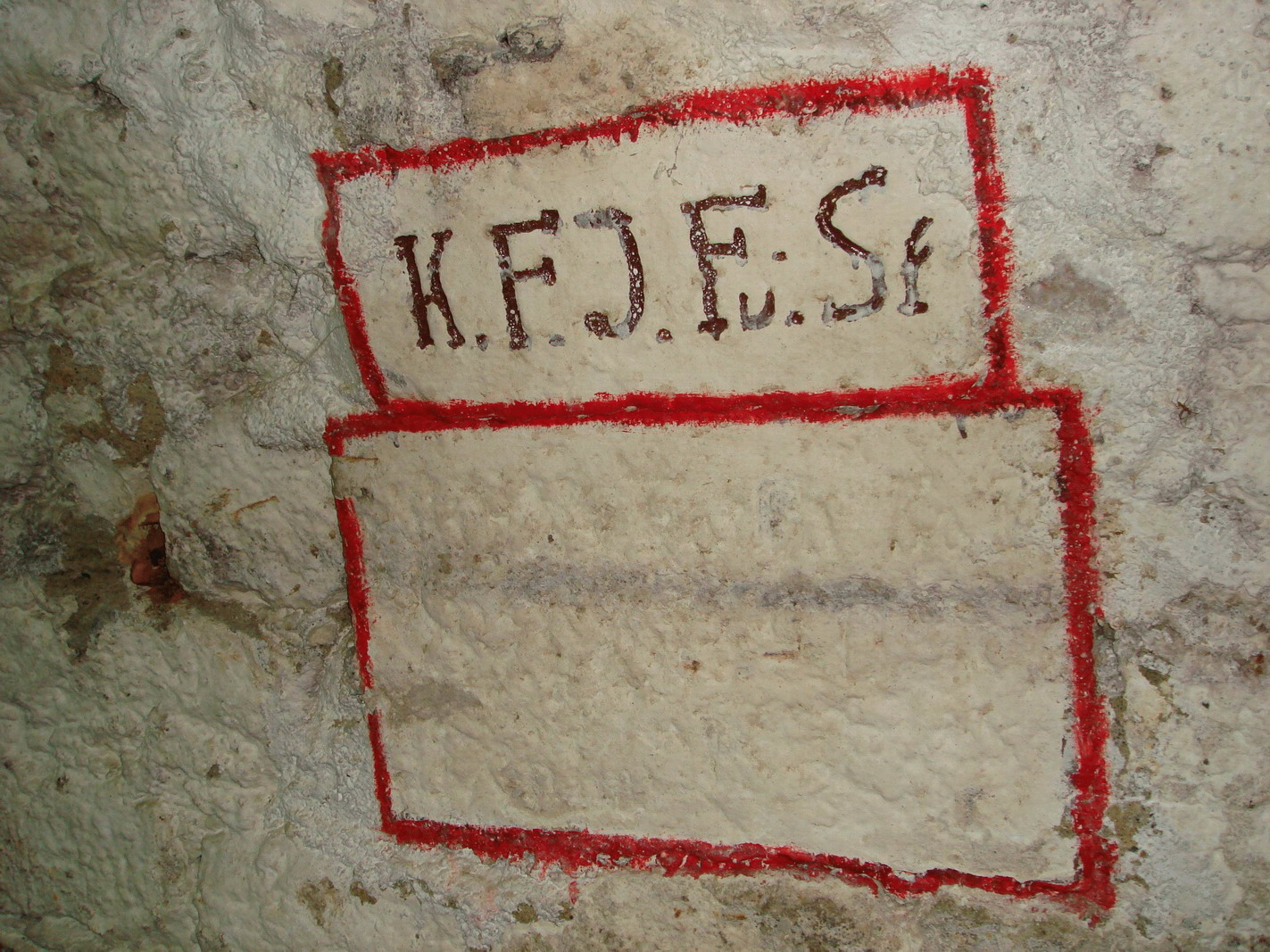
Inscripţie veche pe peretele galeriei Franz Josef (Kaiser Franz Josef FörderStollen = Galeria de transport Împăratul Franz Josef)
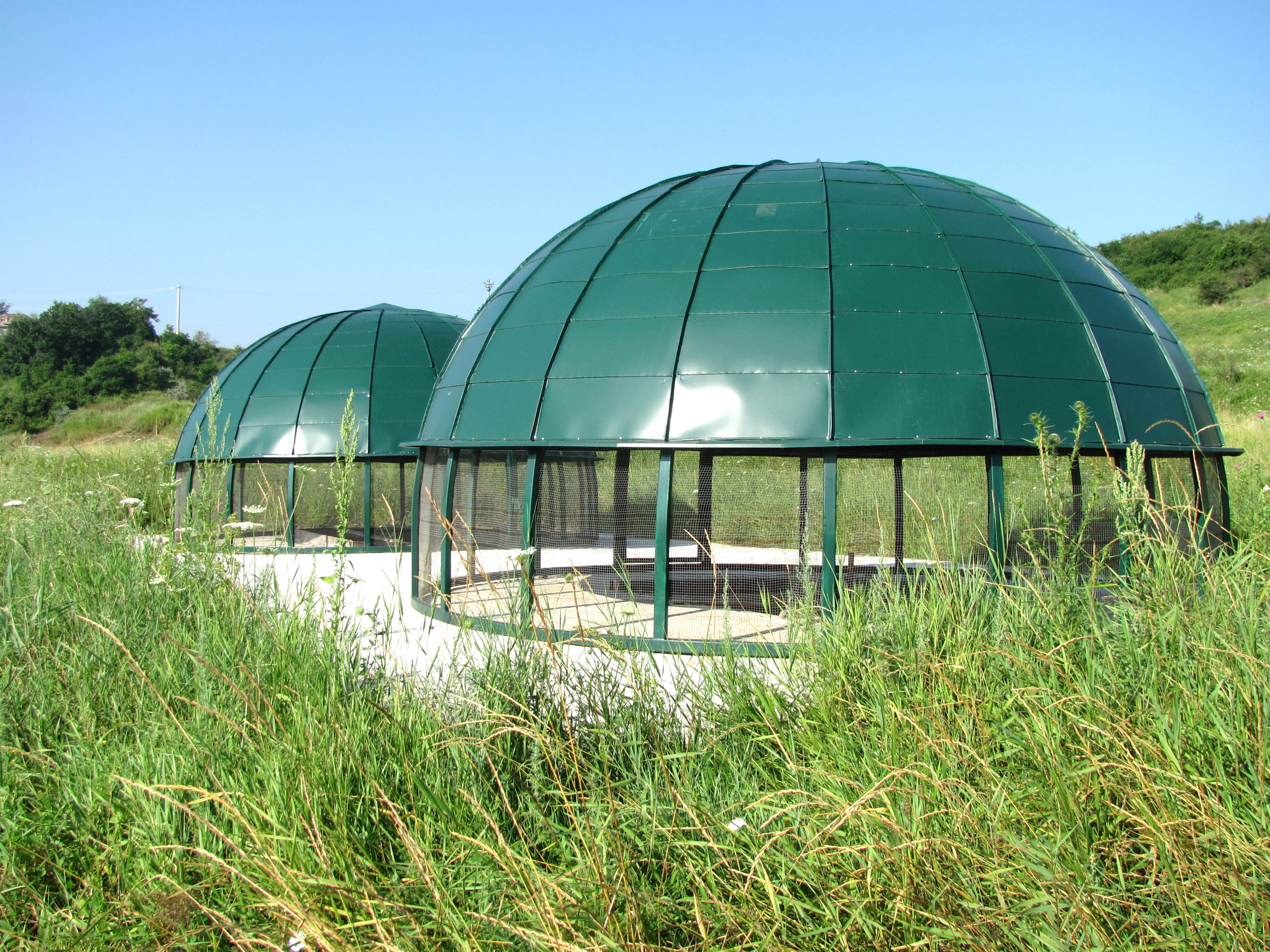
Puţurile acoperite ale minei Iosif (imagine din anul 2010)
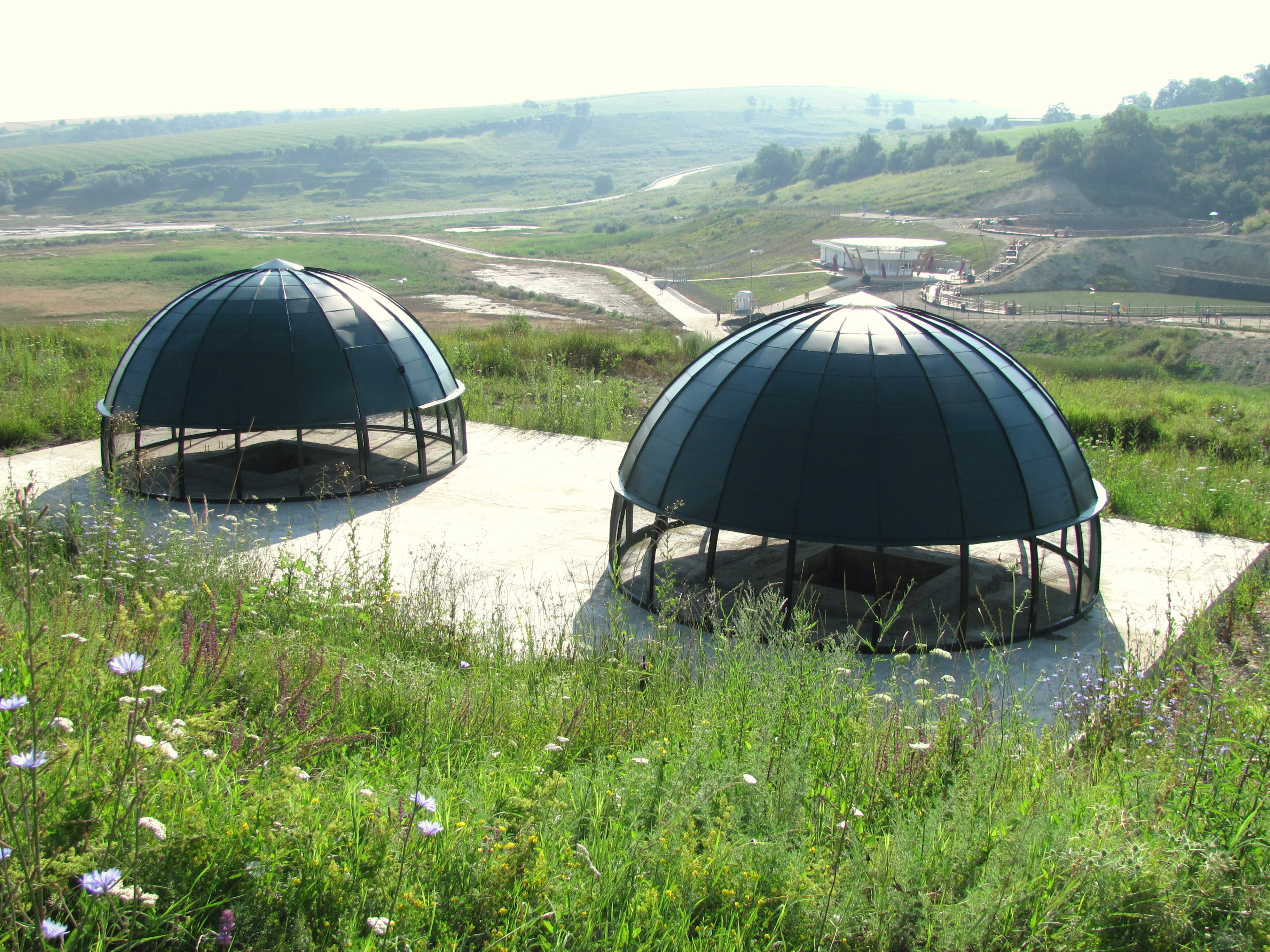
Puţurile acoperite ale minei Terezia (imagine din anul 2010)
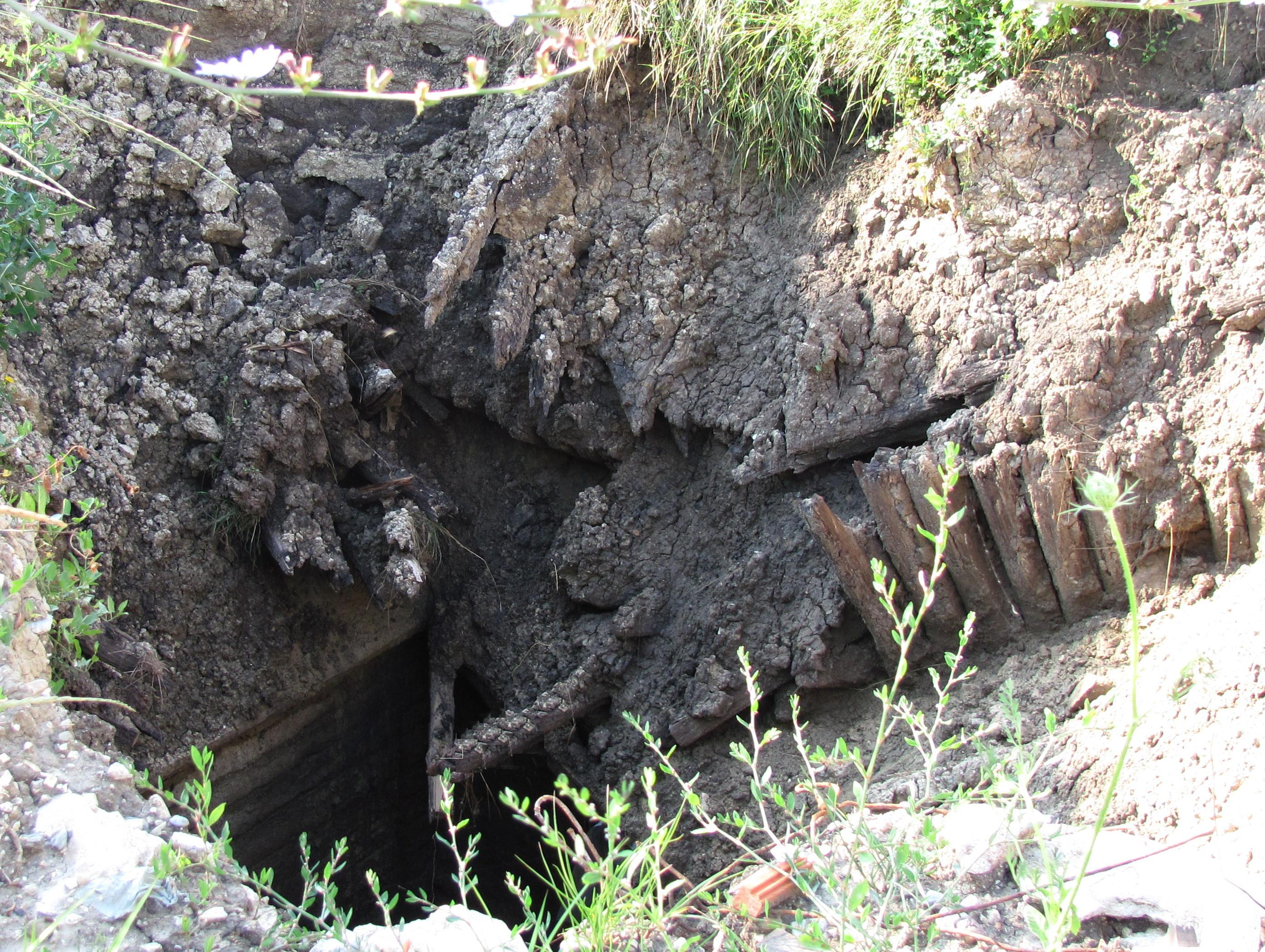
Puţurile surpate ale minei Anton (imagine din anul 2010)
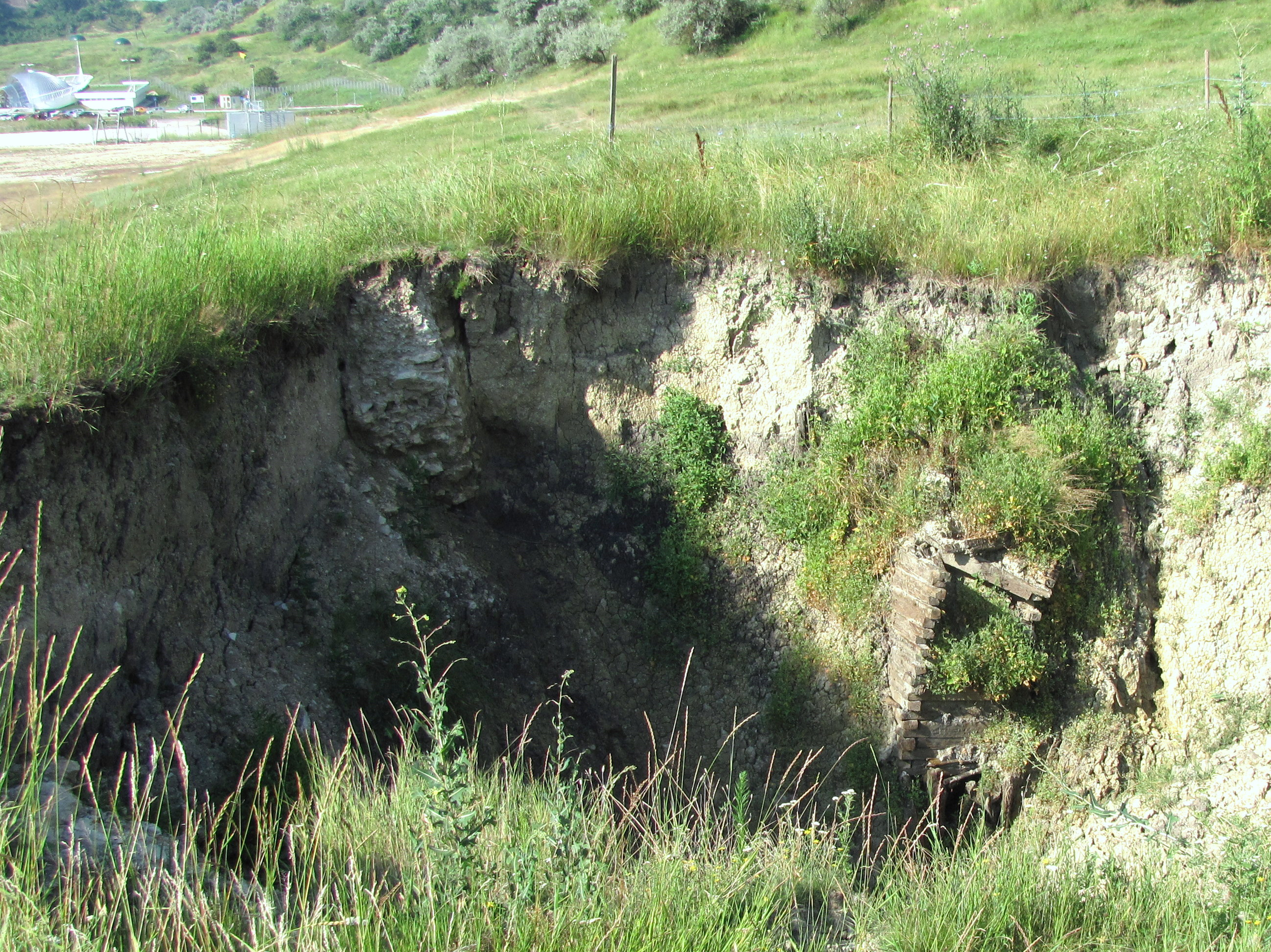
Puţurile surpate ale minei Cojocneana (imagine din anul 2010)
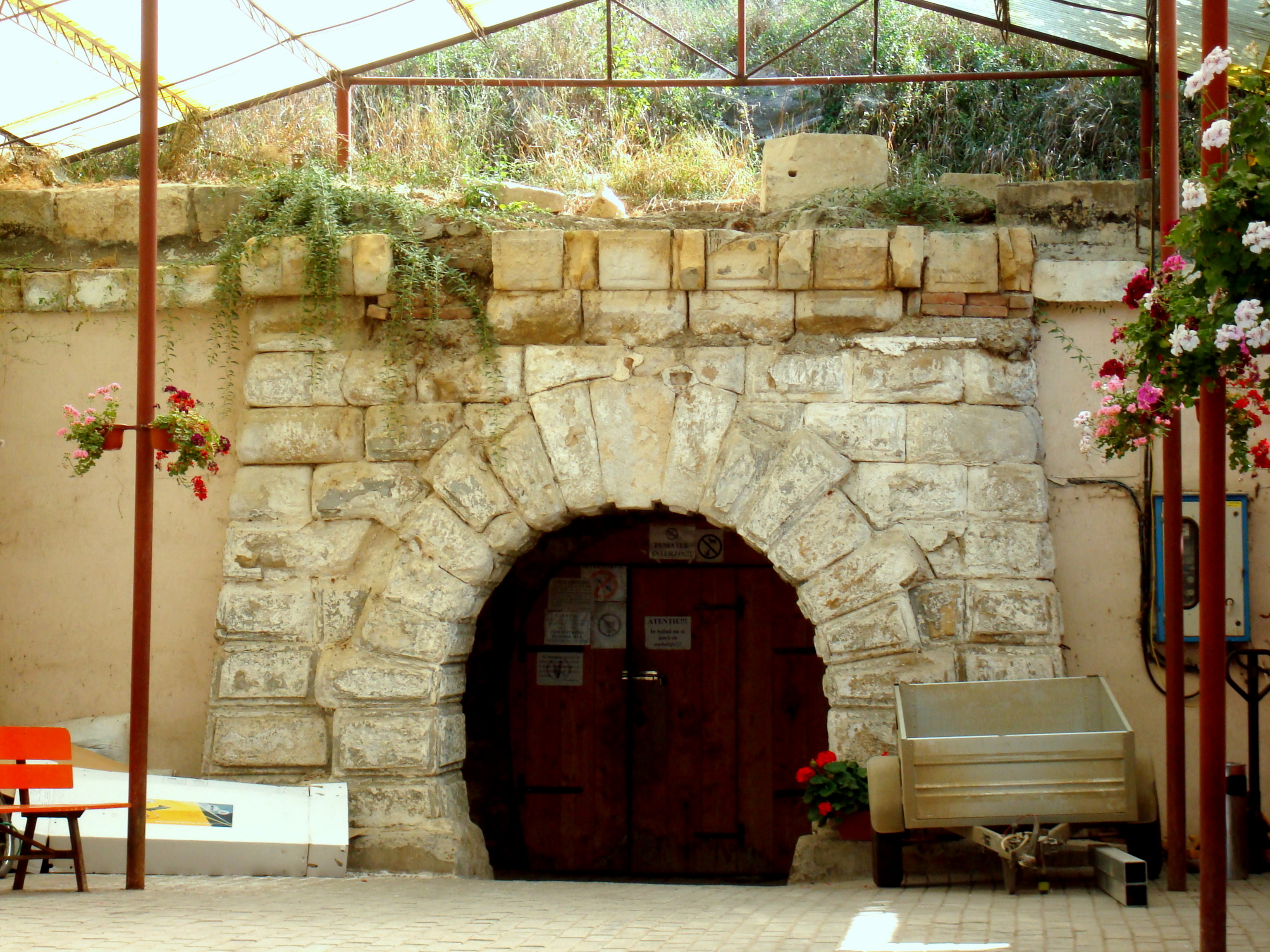
Intrarea veche în salină (str.Salinelor nr.54)
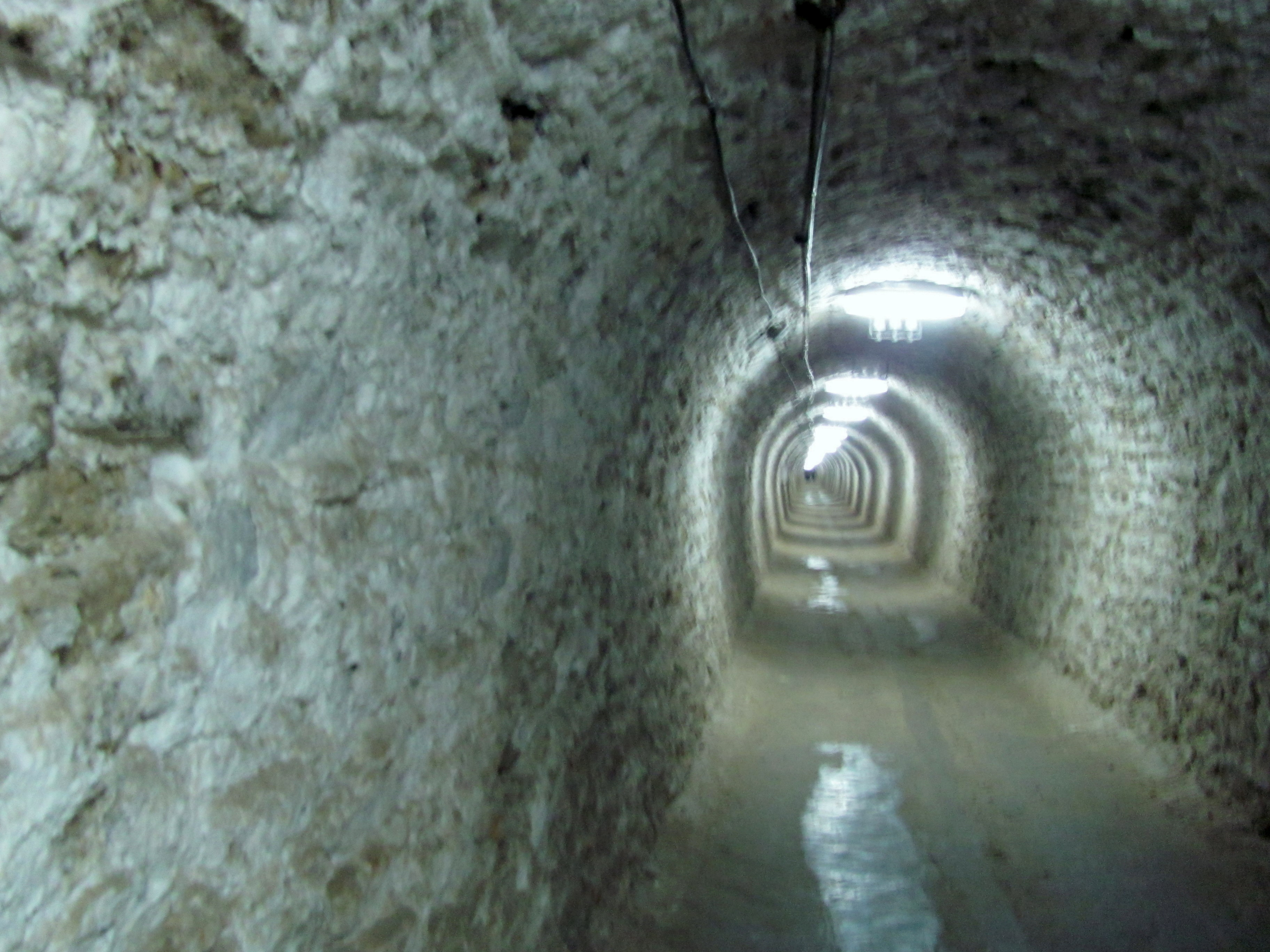
Galeria Franz Josef (porţiunea săpată în steril)
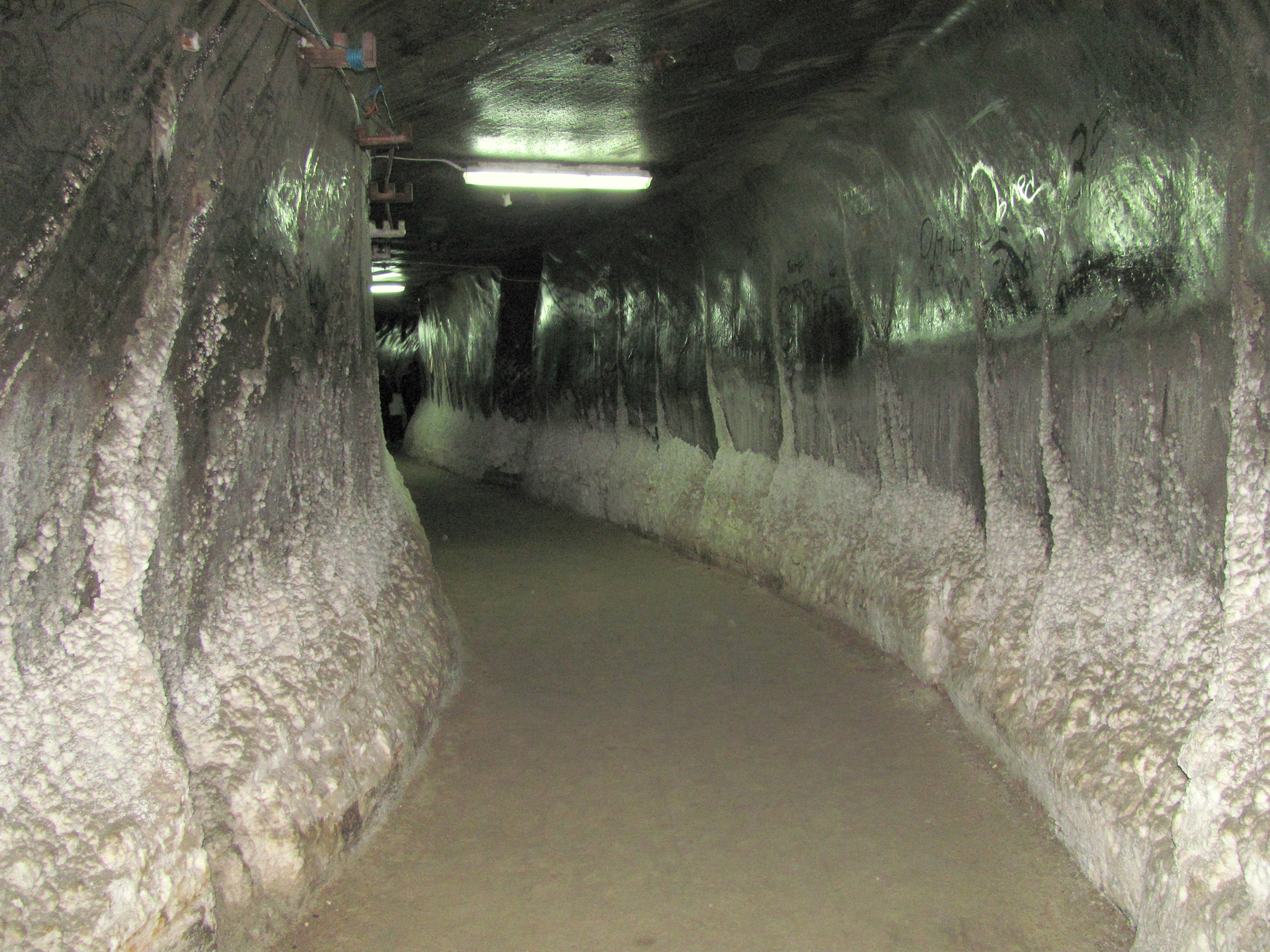
Galeria Franz Josef (porţiunea săpată în sare)
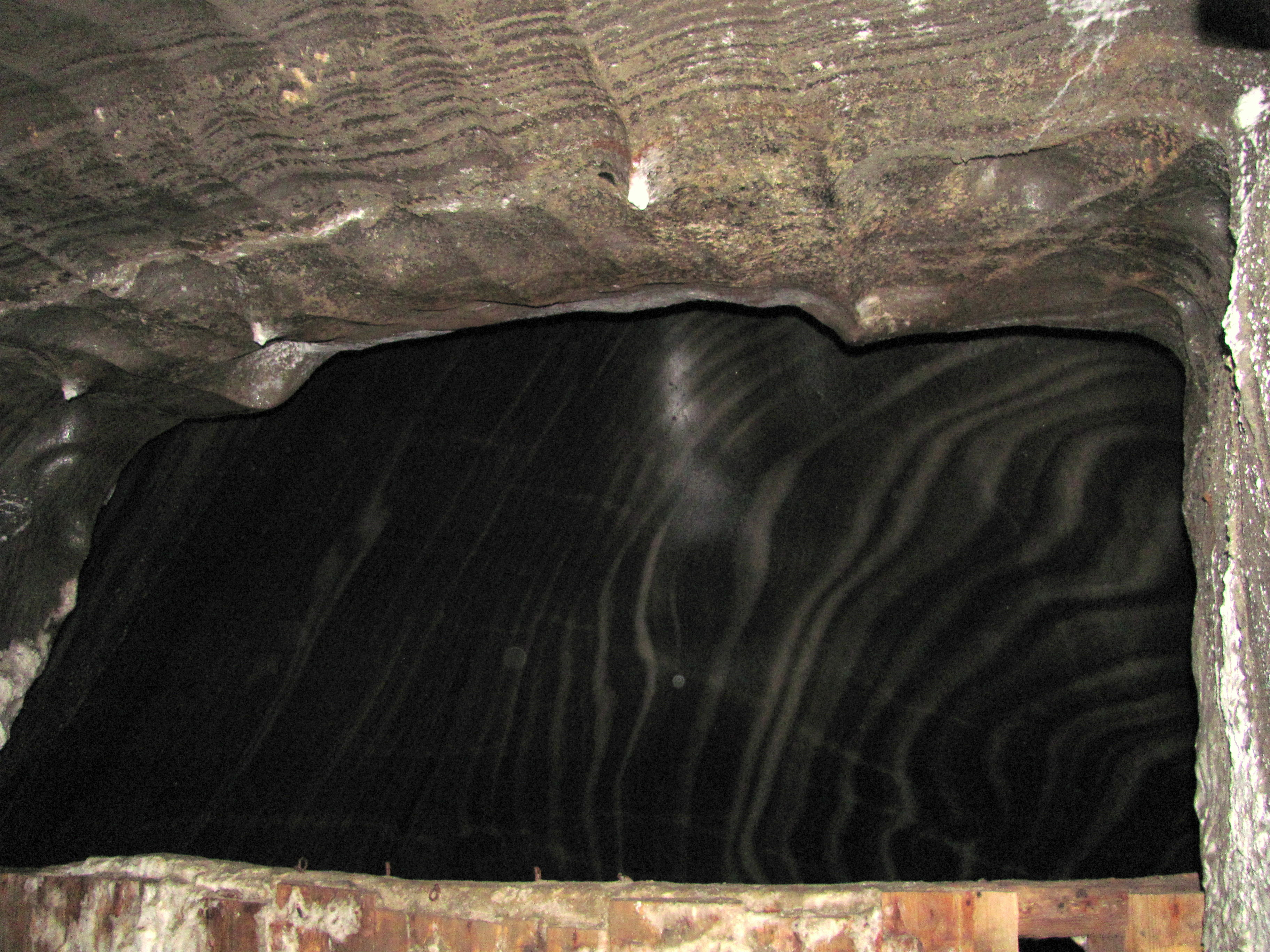
Mina Iosif (Sala Ecourilor)
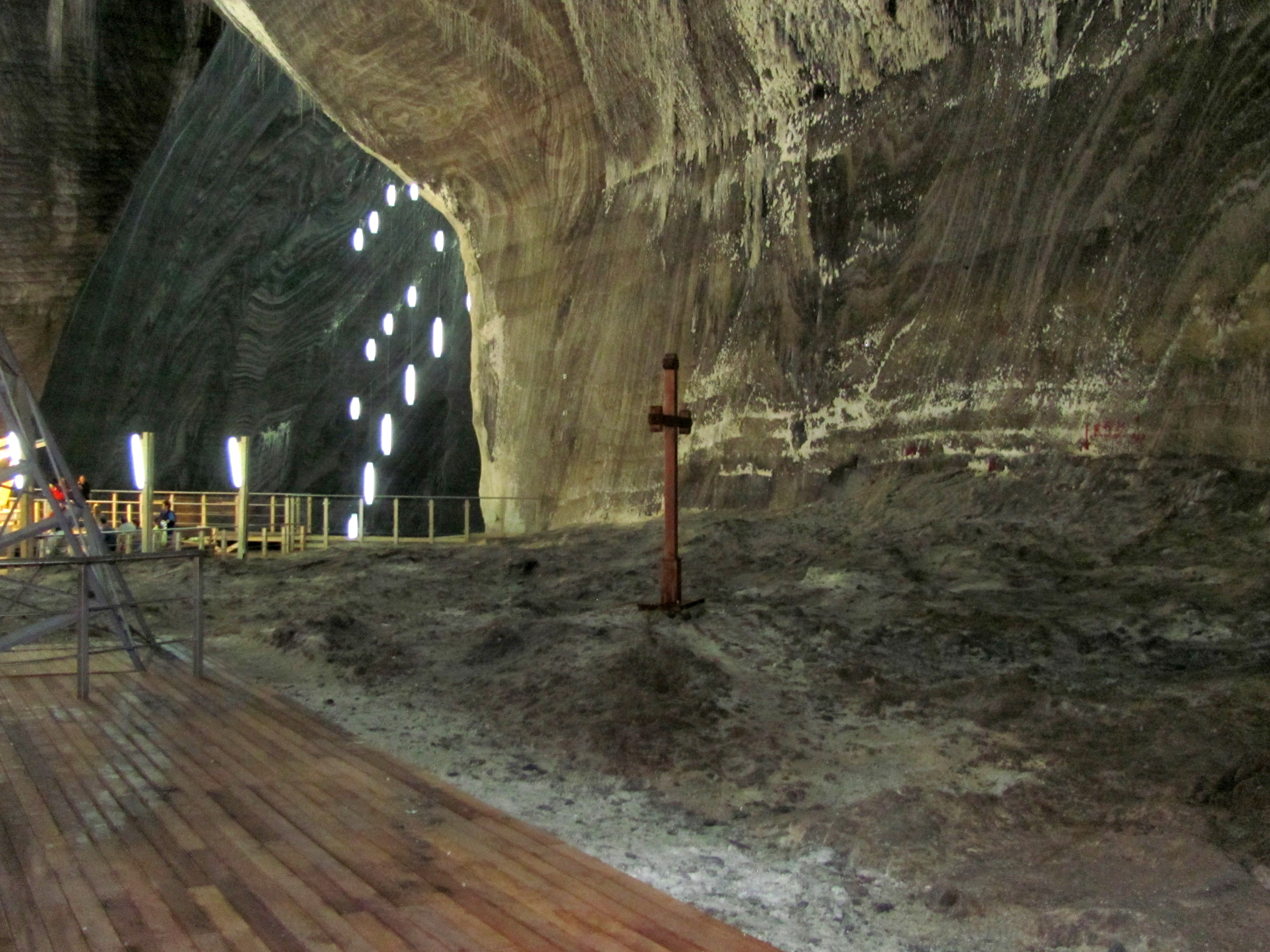
Mina Rudolf
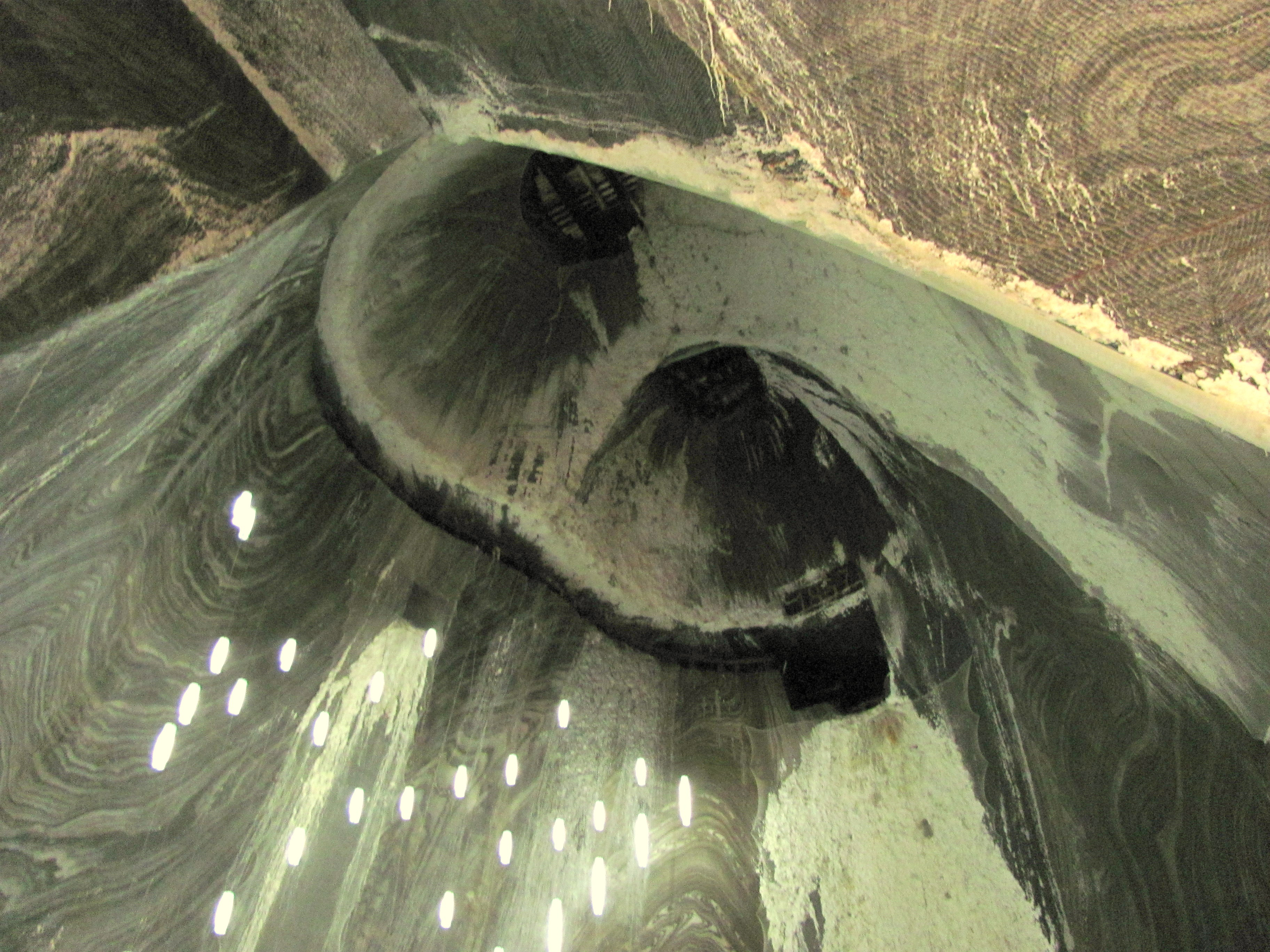
Mina Terezia (puţurile, balconul, vechea fierărie, "cascada" de sare)
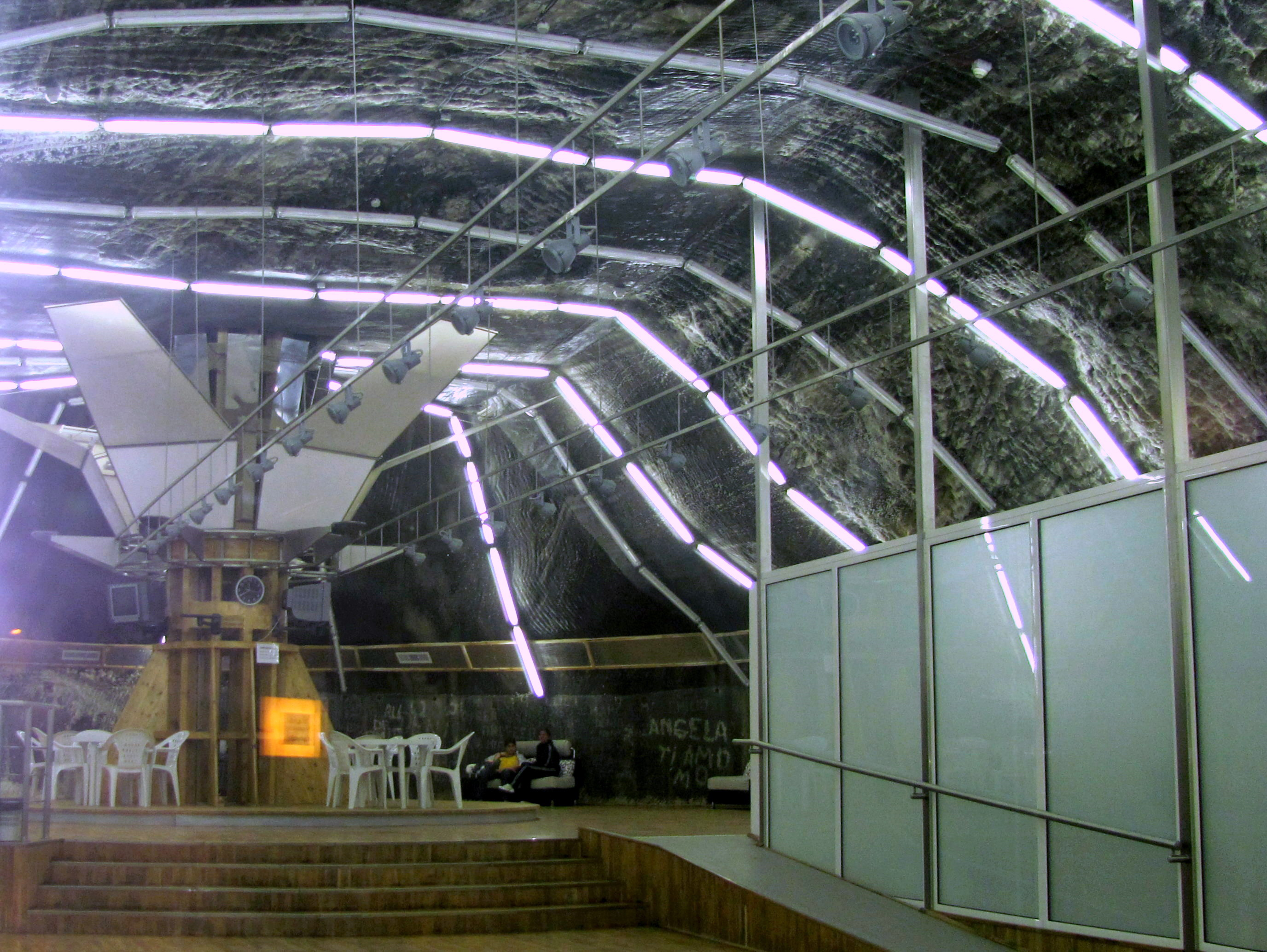
Mina Ghizela
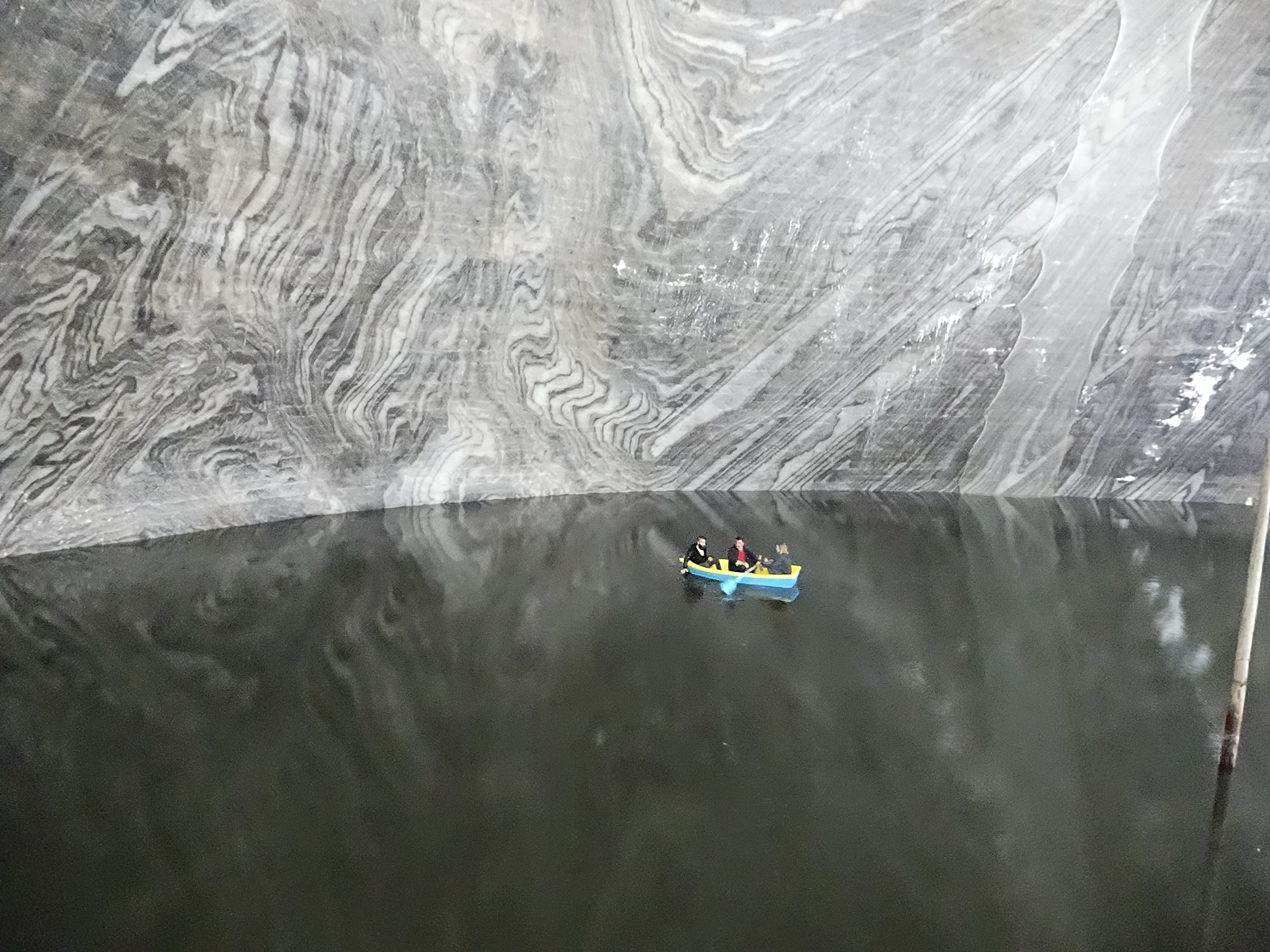
Lac in mina Terezia
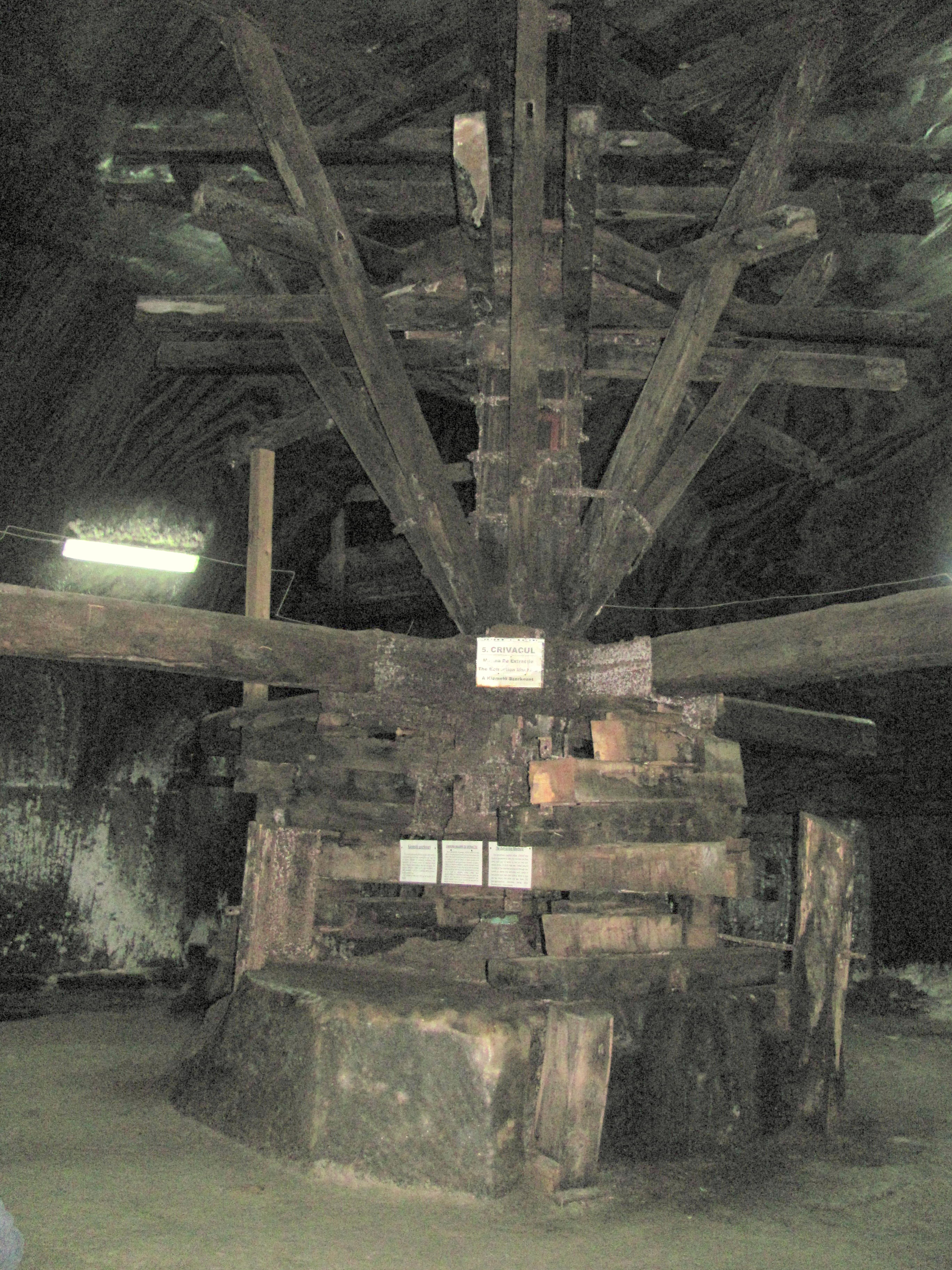
Crivacul (maşina de extracţie)
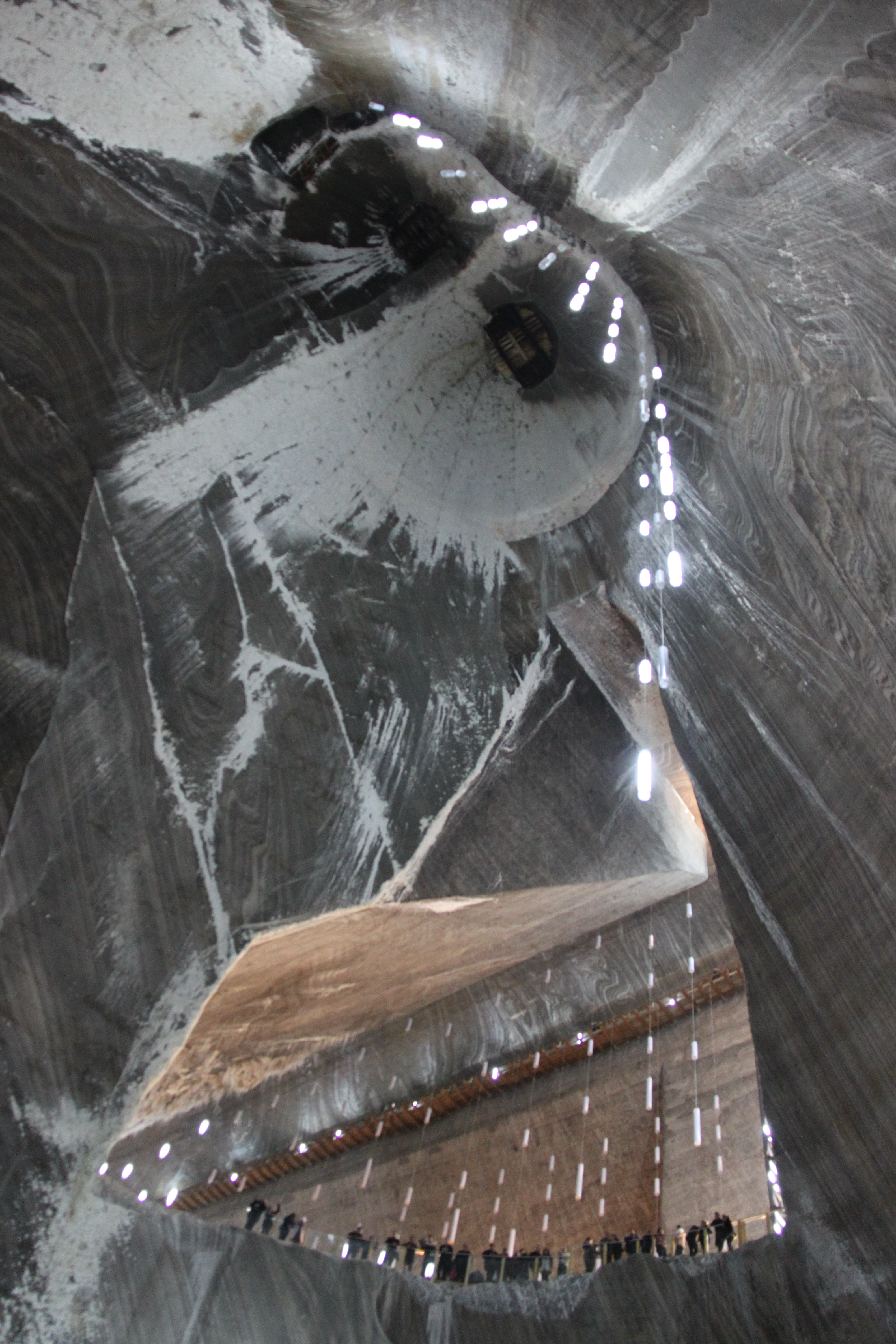
Puţurile minei Terezia
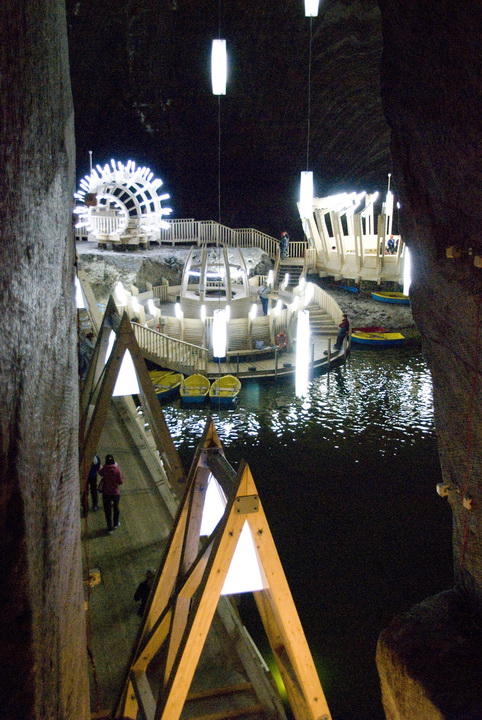
Mina Terezia
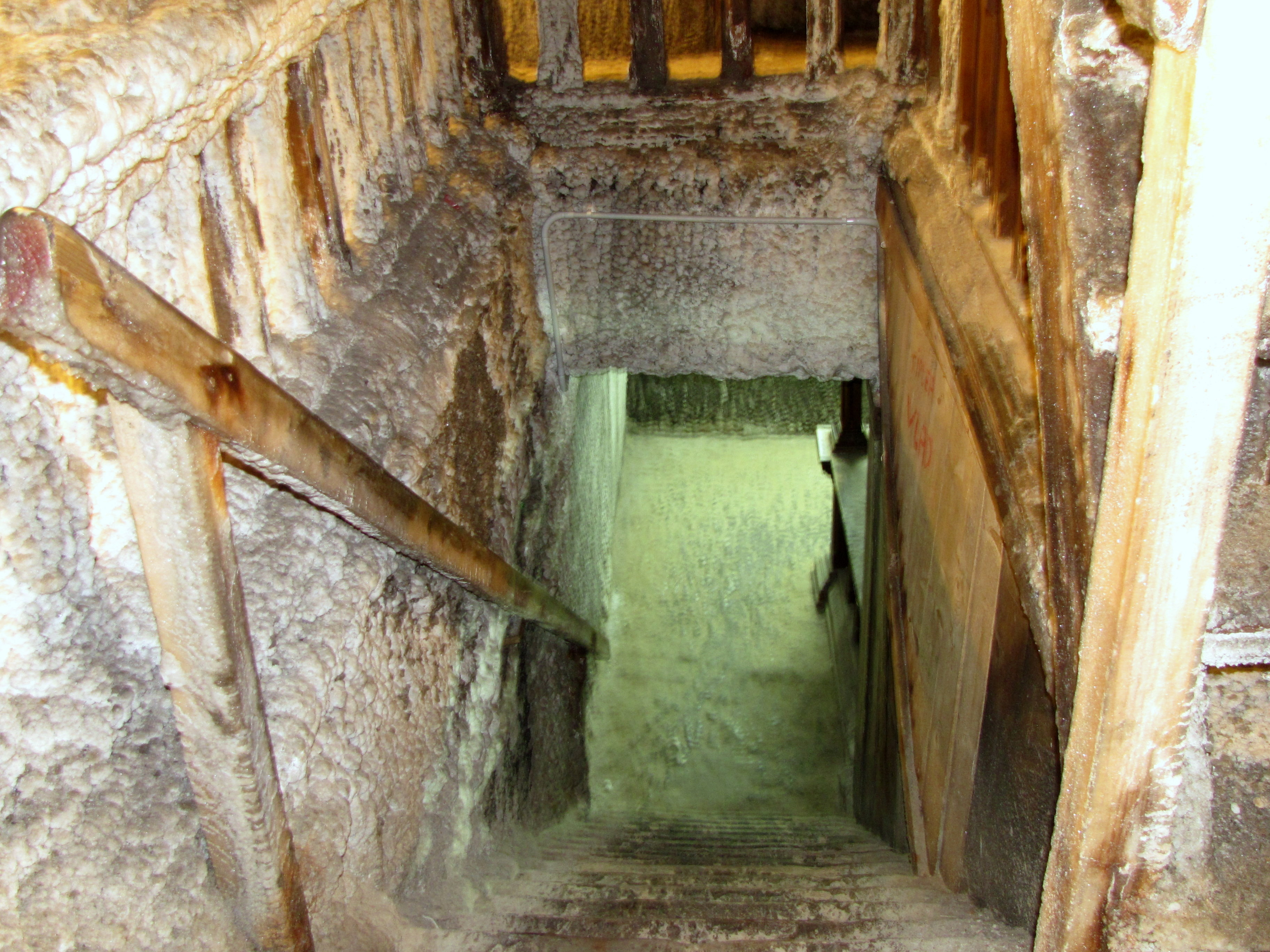
"Scara Bogaţilor"
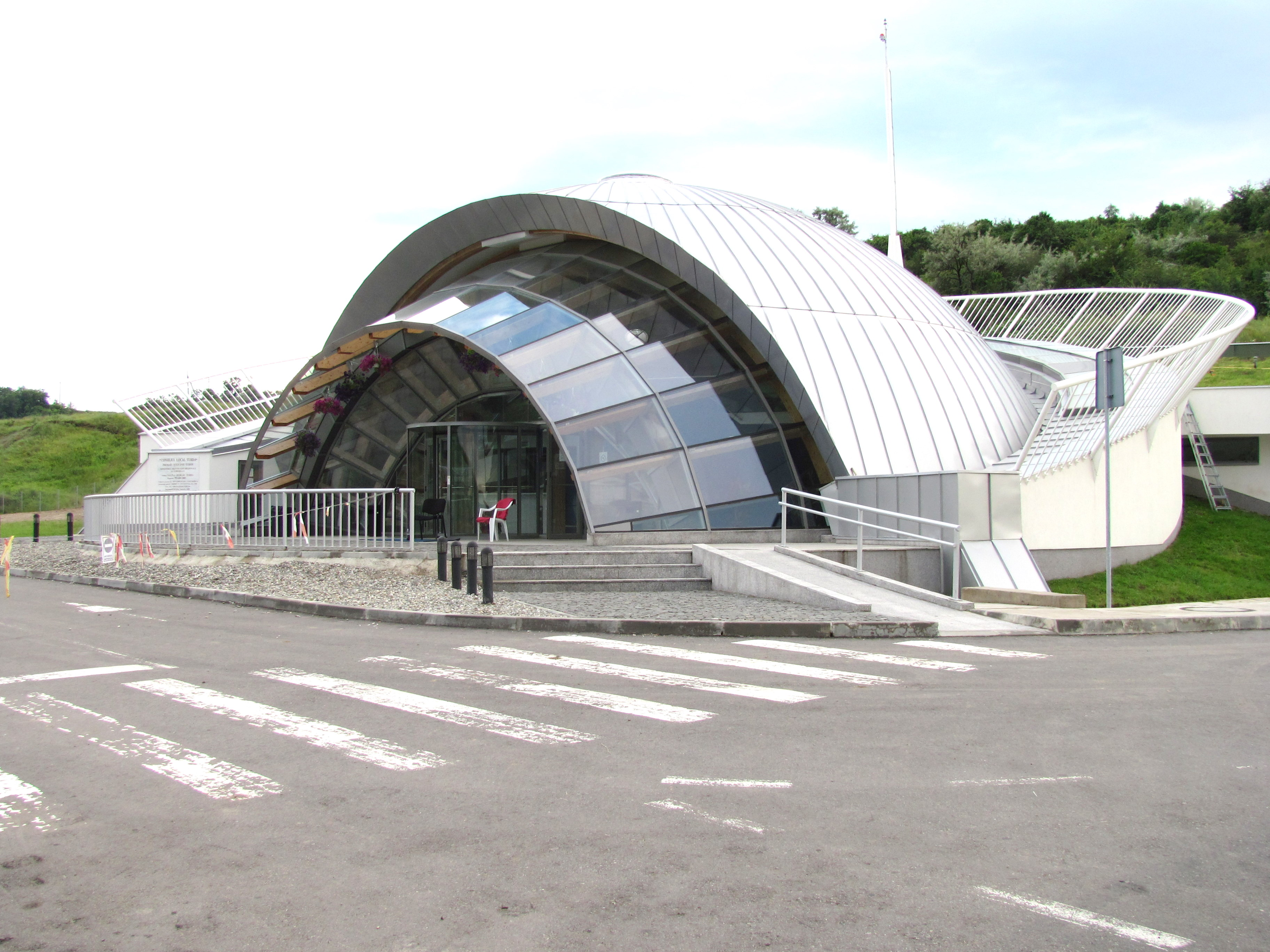
Intrarea nouă în salină (Aleea Durgăului nr.7)